# 幸福堂
『幸福堂』(こうふくどう)は、上野すばるによる日本の漫画作品。1992年から1993年まで『なかよし』（講談社）にて連載された。

## 概要
一話完結形式で、不幸な人にだけ見える"幸福堂"という不思議な店と、その店の店主である正体不明の青年が客達に与える「幸せになる」ための摩訶不思議なアイテムたちを取り扱う。「幸せにさせるため」のアイテムなので、売買などを経ず無償で引き渡される。ホラーの要素が濃く、幸せになりたいと欲に走った末に、より深い不幸の底に落ちるといったバッドエンドも多くある（店主が警告に来るが大抵は聞く耳を持たず破滅する）。レギュラーキャラクターは店主と、彼の飼い猫である人語を解す黒猫のみであり、各話のゲストキャラクターに関連性はない。

## エピソードリスト
| 話数           | サブタイトル         | 登場するアイテム名   | アイテムの効能 | 収録巻 |
| -------------- | -------------------- | -------------------- | --- | ------ |
| セール1        | 哀色の水晶           | 思いがつうじる水晶玉 | 好きな相手に近づきたい、嫌いな相手を排除したい、という思いを願えば願うほどに叶えてくれる水晶玉。しかし、必ずしも真なる願いを叶えてくれるわけではない。                                                       | 第1巻  |
| セール2        | 悲色のノート         | 敵を消すノート       | 「敵」の名前を記すとその相手を「消す」ことができるノート。競い合う場で一時的に腹痛を起こさせて辞退させる場合もあれば、重大な事故に遭わせて死に至らしめることもできるが、その詳細な指定はできない。           | 第1巻  |
| セール3        | 嘆きの鏡             | 身代わりの鏡         | 映した相手と姿を入れ替えることができる鏡。相手が眠っている間だけ効能がある。 | 第1巻  |
| 番外編         | 愛を運ぶ黒猫         | 霧のワイン           | 飲み干すと、苦痛を感じることも遺体を残すこともなく霧のように消失できるワイン。 | 第1巻  |
| シリーズ外短編 | 人形は涙を流す       |                      | | 第1巻  |
| セール4        | 亡者の指輪（リング） | 黄泉の指輪           | 身につけながら会いたい死者の名を呼ぶことで呼び出すことが出来る指輪。死者とは触れ合うことが出来ないが、生者の思いだけで現世に留まる死者は、思いの力により念動力のようなものを使い現世に介入することができる。 | 第2巻  |
| セール5        | 楽園の鍵             | 楽園の鍵             | どんな扉にも差し込めることができ、開けた先を"楽園"へと通じさせる鍵。楽園は使用者の望むものを具現化させたものであり、現実との行き来が可能だが、他者が追いかけることは出来ない。                               | 第2巻  |
| セール6        | 憎しみの瑠璃         | 三種の瑠璃           | 小さな三つの瓶それぞれの中に望む相手の「宝」と「夢」と「愛」を封じることが出来る。「宝」はその相手が大切に思う物、「夢」は例えばその相手が画家志望であれば利き腕の機能、「愛」はその相手の愛する人物である。 | 第2巻  |
| セール7        | 懺悔の翼             | 懺悔の翼             | 死者に対して罪悪感を抱く者が、全ての罪を正直に懺悔すれば許しを得ることが出来る翼。鳥の羽根一枚の形状をしている。                                                                                             | 第2巻  |
| セール8        | 天使のナイフ         | 天使のナイフ         | 刺した相手に愛してもらえるナイフ。血は一滴も流れず、ただ使用者への愛だけが溢れ出る。 | 第2巻  |

## 書誌情報
- 幸福堂 1（1992年6月6日発行） ISBN 978-4061787209
  - 人形は涙をながす
- 幸福堂 2（1993年5月8日発行） ISBN 978-4061787483